# Iyabo Obasanjo-Bello
Iyabo Obasanjo-Bello (sinh ngày 27 tháng 4 năm 1967) là con gái của tống thống tiền nhiệm Nigeria là Olusegun Obasanjo và bà Oluremi Obasanjo.
Trước khi cuộc bầu cử thượng viện diễn ra, bà là ủy viên y tế của bang Ogun. Tháng 4 năm 2017, bà trúng cử chức thượng nghị sĩ bang Ogun. Sau khi kết thúc nhiệm kì, bà bắt đầu tái ứng cử vào năm 2012 nhưng lại thua chính trị gia Olugbenga Onaolapo Obadara. (Phiếu của ông là 102,389, trong khi của Obasanjo Bello là 56,312)
Trong cuộc tổng tuyển cử vào tháng 4 năm 2003, xe của bà bị tấn công bằng súng ở Ifo Road, bang Ogun. Do bà không ở trong xe nhưng không gặp nguy hiểm, tuy nhiên 3 người lớn và 2 trẻ em ở trong xe bị thiệt mạng. Hiện thủ phạm thực hiện vụ tấn công này hiện nay vẫn chưa bị bắt.

## Học vấn
Bà học tại trường Corona ở đảo Victory, thành phố Lagos, trường Capital School ở bang Kaduna và trường Queen's College, Lagos.
Năm 1988, bà nhận được bằng cử nhân ngành thú y của đại học Ibadan, Nigeria.
Năm 1990, bà nhận được bằng thạc sĩ về ngành dịch tễ học của đại học Califonia, Davis ở bang Califonia, Mỹ.
Năm 1994, bà lại nhận được bằng thạc sĩ cùng ngành tại đại học Cornell, Ithaca, NewYork, Mỹ.

## Sự nghiệp chính trị
Bà là chủ tịch của ủy ban y tế của thượng viện và là thành viên của ủy ban an ninh và tình báo, vận tải đường bộ, khoa học và công nghệ, giáo dục. Trong cuộc bầu cử quốc hội vào ngày 9 tháng 4 năm 2011, bà bị mất chỗ trong quốc hội.